# МАЗ-7410
МАЗ-7410 — серийный седельный тягач Минского автомобильного завода.

## История
Проектирование специального седельного тягача для замены МАЗ-537 и МАЗ-543 началось в 1970 году в СКБ-1. Первые шесть прототипов пяти базовых автомобилей семейства «Оплот» были собраны в 1973 – 1974 годах и в течение 1974 – 1975 годов проходили государственные приемочные испытания в 21-м НИИИ.

## Конструкция
4-осный рамный полноприводный дизельный автомобиль-седельный тягач высокой проходимости, с двумя управляемыми передними осями и двумя раздельными кабинами. Место водителя находится в левой кабине.

## Применение
- Аэродромный топливозаправщик АТЗ-60-8685 на 60 тыс. литров авиационного топлива. Автопоезд состоял из тягача МАЗ-7410 и цистерны емкостью 60 м³ на полуприцепе ЧМЗАП-8685.
- МАЗ-7410-9989 «Оплот-Б». Автопоезд состоял из тягача МАЗ-7410 и активного полуприцепа МАЗ-9989 с гидростатической системой привода четырех односкатных ведущих колес. В опытном порядке на базе этого автопоезда был создан аэродромный топливозаправщик АТЗ-30-9989. На полуприцепе монтировалась цистерна емкостью 30 м³ с заправочным оборудованием.
- МАЗ-74101 «Оплот-Т» — базовой седельный тягач на короткобазном шасси с допустимой нагрузкой на сцепное устройство 23 т для буксировки по дорогам с твердым покрытием полуприцепных систем полной массой до 70 т в составе автопоездов, весивших до 93,3 т. Его штатными полуприцепами являлись низкорамные версии МАЗ-796, МАЗ-5247Г и МАЗ-9990 для доставки танков и другой тяжелой бронетехники массой до 52 т. Имел третью кабину справа для размещения боевого расчёта.
- МАЗ-74102 — опытный седельный тягач с одной левой кабиной.
- Аэродромный топливозаправщик АТЗ-90-8685c. Автопоезд состоял из тягача МАЗ-74103 и двух сочленённых цистерн на полуприцепах ЧМЗАП-8685.
- МАЗ-74106 — седельный тягач. Использовался для буксировки антенного поста РЛО 64Н6 комплекса С-300ПС/ПМ.

## В компьютерных играх
- В игре «Дальнобойщики 2» присутствует автомобиль «Шторм Т2310», созданный разработчиками игры на основе МАЗ-7410. При этом в игре есть вариант автомобиля с «будкой» вместо ССУ.